# Stefflon Don
Pour les articles homonymes, voir Allen.
Stefflon Don, de son vrai nom Stephanie Allen, née le 14 décembre 1991 à Birmingham, en Angleterre, est une chanteuse et rappeuse britannique.

## Biographie
Stefflon Don naît le 14 décembre 1991 à Birmingham de parents jamaïcains, et a 6 frères et sœurs. Durant son enfance, elle emménage avec sa famille à Rotterdam, aux Pays-Bas, et réemménage à Londres à 14 ans. Elle commence sa carrière en 2014 en postant des remixs de No Type de Rae Sremmurd, Lock Arff des Section Boyz et Uno My Style de Big Tobz notamment. En juillet 2016, elle est invitée par Jeremih sur le titre London. Elle sort son premier projet, intitulé Real Ting, le 16 décembre 2016.
En juin 2017, Stefflon Don et Demi Lovato sont invitées par le DJ Jax Jones sur le titre Instruction. En août 2017, Stefflon Don sort le titre Hurtin' Me en collaboration avec French Montana. À la suite du grand succès que rencontre le titre, celui-ci ayant atteint la 7e place des charts britanniques la semaine du 4 novembre 2017, elle sort un EP éponyme contenant des collaborations avec Popcaan, Sean Paul, Sizzla et Skepta. En décembre 2017, elle participe, aux côtés de Future, J. Balvin et Juan Magán, à la version remix du titre Bum Bum Tam Tam du chanteur brésilien MC Fioti. En mars 2018, elle et Big Sean sont invités par la chanteuse Halsey sur le titre Alone. Elle collabore ensuite avec des artistes tels que Ne-Yo, Raye, David Guetta, Clean Bandit, Sean Paul ou encore Luis Fonsi, avant de dévoiler son nouvel Album intitulé SECURE, fin 2018.
En 2019, elle participe à la bande originale du film Charlie's Angels, troisième volet de la franchise du même nom. Intitulée How It's Done, la chanson est co-écrite par la chanteuse Ariana Grande, qui produit également l'album, et interprétée avec les artistes Kash Doll, Alma et Kim Petras.
Elle était  en couple avec le chanteur Burna Boy de 2018 à 2021.

## Discographie

### Album studio
- 2018 : SECURE

### EP
- 2018 : Hurtin' Me - The EP

### Mixtapes
- 2016 : Real Ting

### Singles
- 2016 : Real Ting
- 2017 : 16 Shots
- 2017 : Envy Us (feat. Abra Cadabra)
- 2017 : Hurtin' Me (feat. French Montana)
- 2017 : Ding-A-Ling (feat. Skepta)
- 2018 : Senseless
- 2018 : Pretty Girl (feat. Tiggs da Author)

### Remixes
- 2016 : Real Ting Remix (feat. Giggs)
- 2017 : [Hurtin' me Remix] (feat. Sean Paul, Popcaan & Sizzla)
- 2018 : Senseless Remix (feat. Tory Lanez)
- 2021 : Best Friend

### Collaborations
- 2016 : Lisa Mercedez (en) feat. Stefflon Don - Kitty Kat
- 2016 : Jeremih feat. Stefflon Don & Krept & Konan - London
- 2016 : Kat DeLuna feat. Jeremih & Stefflon Don - What A Night (Remix)
- 2016 : Cho feat. Stefflon Don - Popalik
- 2017 : Charli XCX feat. Raye, Stefflon Don & Rita Ora - After The Afterparty (VIP Mix)[10]
- 2017 : Mr Eazi feat. Stefflon Don & Haile WSTRN - Skin Tight (UK Remix)
- 2017 : Joyner Lucas feat. Stefflon Don - Look What You Made Me Do
- 2017 : Jax Jones feat. Demi Lovato & Stefflon Don -  Instruction
- 2017 : Lil Yachty feat. Stefflon Don - Better
- 2017 : MC Fioti feat. Future, J Balvin, Stefflon Don & Juan Magán - Bum Bum Tam Tam (Remix)
- 2018 : Raye feat. Mabel & Stefflon Don - Cigarette
- 2018 : Halsey feat. Big Sean & Stefflon Don - Alone
- 2018 : Ne-Yo feat. Bebe Rexha & Stefflon Don - Push Back
- 2018 : Niska feat. Quavo & Stefflon Don - Réseaux Remix
- 2018 : Luis Fonsi feat. Stefflon Don - Calypso
- 2018 : Labrinth feat. Stefflon Don - Same Team
- 2018 : Sean Paul feat. Stefflon Don - Jet Plane Trip
- 2018 : Mavado & Stefflon Don - Diamond Body
- 2018 : MHD feat. Stefflon Don - Senseless Ting
- 2018 : David Guetta feat. Jess Glynne & Stefflon Don - She Knows How To Love me
- 2018 : Clean Bandit feat. Tove Styrke & Stefflon Don - Last Goodbye
- 2018 : Chromeo feat. French Montana & Stefflon Don - Don't Sleep
- 2019 : Rudimental feat. Ray BLK & Stefflon Don - Scared of Love
- 2019 : Sean Paul feat. Stefflon Don - Shot & Wine
- 2019 : Wiley, Sean Paul & Stefflon Don feat. Idris Elba - Boasty
- 2019 : Rymez & Stefflon Don - Don Walk
- 2019 : Kash Doll (en), Kim Petras, Alma et Stefflon Don - How It's Done (Pour Charlie's Angels)
- 2023 : INNA & Stefflon Don - Yummy